# Louis Noguères

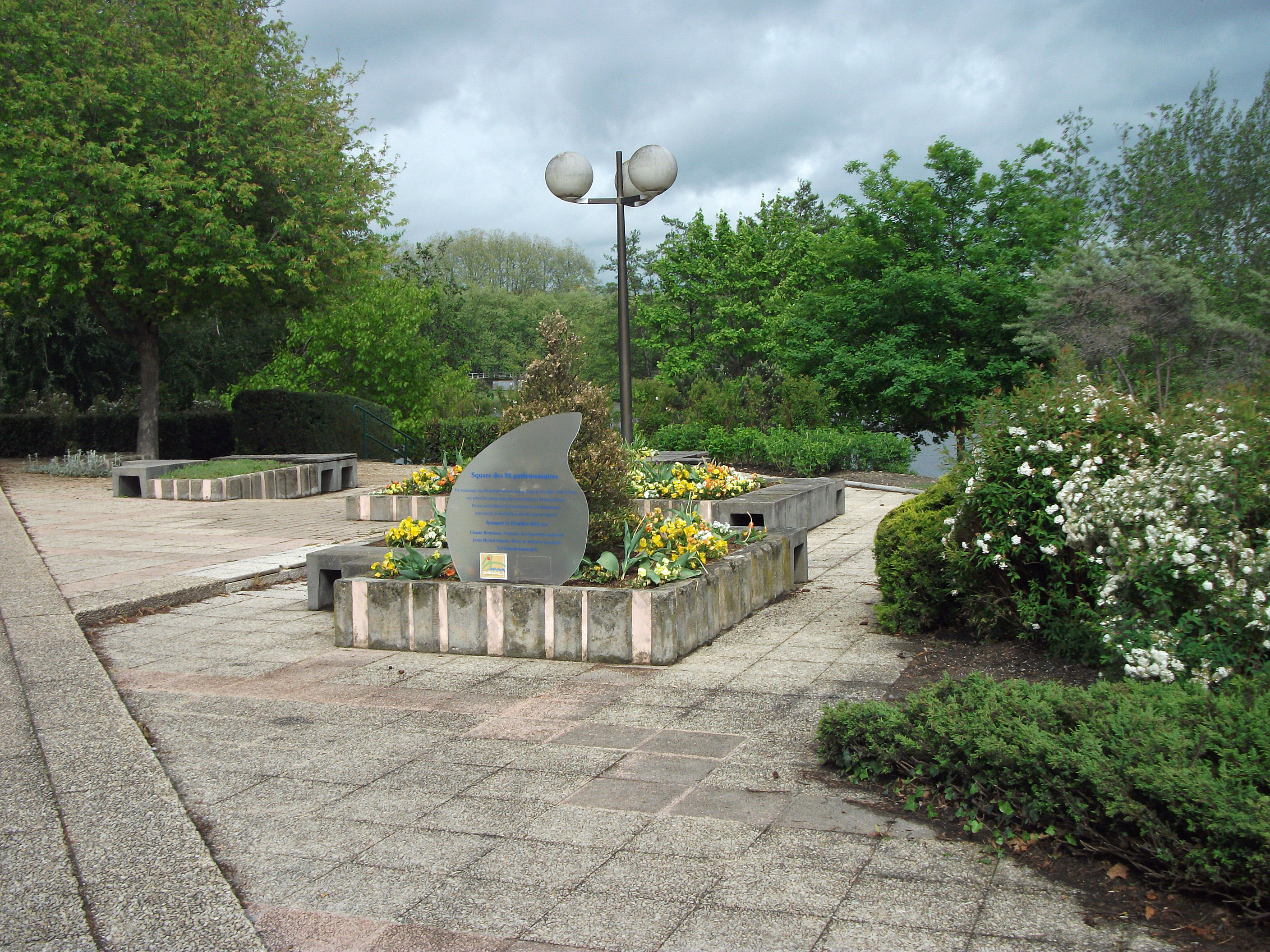
Bellerive-sur-Allier – Square des 80 Parlementaires 2014

Louis Noguères (* 4. Oktober 1881 in Laval; † 5. Mai 1956 in Bages) war ein französischer Politiker während der Dritten Republik und ein Résistant.

## Leben

### Anfänge
Louis Noguères, Sohn eines Richters, folgte seinem Vater von Laval nach Angers, dann nach Chambéry und Le Havre und besuchte in diesen Städten die Grundschule und anschließend die Sekundarschule. Nach seinem Abitur (Baccalauréat) wurde er Student an der Sorbonne und der Pariser Rechtsfakultät. Er erwarb einen Abschluss in Rechts- und Literaturwissenschaften und ein Diplom in Geschichte. Er schloss sich der Gruppe der kollektivistischen Studenten an und wurde 1904 Vorsitzender der Allgemeinen Studentenvereinigung von Paris. Er lernte Jean Jaurès kennen und arbeitete an der L’Histoire de la Révolution et de l'Empire (Die Geschichte der Revolution und des Kaiserreichs, Band 6: Über das Konsulat und das Kaiserreich) mit, die von diesem herausgegeben wurde. Als Sozialist schloss er sich den Possibilisten an, trat aber 1905 nicht der neugegründeten Section française de l’Internationale ouvrière (SFIO) bei.
Während des Ersten Weltkriegs meldete er sich zur Infanterie und später zur Luftwaffe, obwohl er vom Militärdienst befreit war. Für seine Haltung an der Front wurde er in die Ehrenlegion aufgenommen. Seit 1904 war er in der Hauptstadt als Anwalt zugelassen und wurde nach dem Krieg zum Anwalt der Confédération générale du travail (CGT). Im Jahr 1936 wurde er von der Association juridique internationale (Internationalen Juristische Vereinigung) entsandt, um Gewerkschaftern im Ruhrgebiet, die vom Nazi-Regime verfolgt wurden, Beistand zu leisten.
1931 begann er seine politische Karriere: Er wurde auf der Liste der Parti républicain-socialiste zum  Bürgermeister und später zum Bezirksrat von Thuir im Département Pyrénées-Orientales gewählt. Im Jahr 1934 festigte er seine Stellung, indem er Generalrat wurde. 1935 wurde Louis Noguères erneut zum Bürgermeister von Thuir gewählt, nachdem er der SFIO beigetreten war. 1937 wurde er Sekretär des SFIO-Verbands der Pyrénées-Orientales. Ende des Jahres wurde er bei einer Nachwahl zum Abgeordneten gewählt. In der Abgeordnetenkammer gehörte Louis Noguères dem Rechnungs- und Wirtschaftsausschuss und später dem Ausschuss für Zivil- und Strafgesetzgebung an.

### Widerstand
Am 10. Juli 1940 gehörte er zu den 80 Parlamentariern (les quatre-vingts), die gegen die diktatorischen Vollmachten für Philippe Pétain stimmten. Er wurde von da an von der Polizei überwacht und verlor im Februar 1941 sein Mandat, nachdem ein Brief abgefangen worden war, in dem er seine Feindseligkeit gegenüber dem Vichy-Regime, dem Nationalsozialismus und dem italienischen Faschismus zum Ausdruck gebracht hatte. Einen Monat später hielt er bei der Beerdigung von Georges Pézières, SFIO-Senator der Pyrénées-Orientales, der ebenfalls gegen die Vollmachten gestimmt hatte, eine Rede: „Wenn das Gebiet befreit ist und die Freiheiten wiederhergestellt sind, werde ich mich an Pézières' Grab verneigen“. Aufgrund dieser Rede wurde er in Argentat und später in Florac unter Hausarrest gestellt. Er macht seine aufeinanderfolgenden Wohnsitze zu einem Versammlungsort der lokalen Résistance und stand in Kontakt mit Augustin Malroux. Im Herbst 1943 wollte ihn die Gestapo verhaften. Von einem französischen Polizisten, der Mitglied der Résistance war, wurde er gewarnt und entkam nur knapp. Er ging im Aveyron in den Maquis und trug zur Widerstandspresse bei : Le Populaire, Libération, Vaincre.
Nach der Befreiung wurde Louis Noguères erneut Abgeordneter und wurde Präsident des Haute Cour de justice (Hoher Gerichtshof), der für Säuberungsprozesse gegen Minister und hohe Beamte des Vichy-Regimes zuständig war. Er kandidierte 1951 nicht erneut für das Parlament. Noguères wurde 1945 auch Präsident des Generalrats des Départements Pyrénées-Orientales, ein Amt, das er bis zu seinem Tod innehatte.
Er war Träger der Médaille de la Résistance.

## Werke
- Le Suicide de Philippe Daudet, plaidoirie prononcée les 12 et 13 novembre devant la Cour d’assises de la Seine, 1926[4]
- La radio aux frontières et la mission de l’État, à propos de Radio-Andorre, 1953[5]
- Le Véritable procès du Maréchal Pétain, 1955[6]
- Sigmaringen, la dernière étape, 1956[7]
- Vichy, juillet 40, Neuausgabe 2000